# Ley de Brillouin

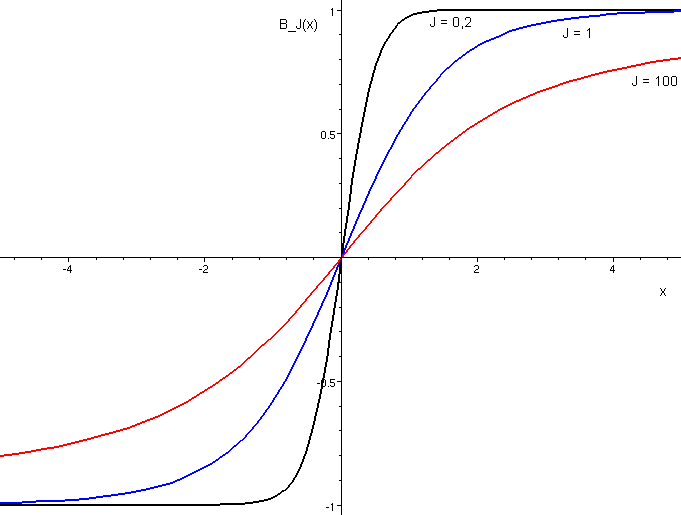
Función de Brillouin para distintos valores de J

La función de Brillouin es una función especial definida por la siguiente ecuación:
{\displaystyle B_{J}(\xi )={\frac {2J+1}{2J}}\coth \left({\frac {2J+1}{2J}}\xi \right)-{\frac {1}{2J}}\coth \left({\frac {1}{2J}}\xi \right)}
Surge inicialmente de la descripción mecanocuántica de un paramagneto.

## Etimología
La función de Brillouin recibe su nombre del físico franco-estadounidense Léon Brillouin.

## Simbología
| Símbolo                        | Nombre                                   | Unidad |
| ------------------------------ | ---------------------------------------- | ------ |
| {\displaystyle B}              | Intensidad del campo magnético           | T      |
| {\displaystyle g}              | Factor de Landé                          |        |
| {\displaystyle J}              | Número cuántico de momento angular total |        |
| {\displaystyle k_{\rm {B}}}    | Constante de Boltzmann                   | J / K  |
| {\displaystyle m}              | Momento magnético de una partícula       |        |
| {\displaystyle N}              | Número de átomos por unidad de volumen   |        |
| {\displaystyle T}              | Temperatura                              | K      |
| {\displaystyle \xi }           | Parámetro                                |        |
| {\displaystyle \mu _{\rm {B}}} | Magnetón de Bohr                         | J / T  |

## Descripción
{\displaystyle B_{J}(\xi )={\frac {2J+1}{2J}}\coth \left({\frac {2J+1}{2J}}\xi \right)-{\frac {1}{2J}}\coth \left({\frac {1}{2J}}\xi \right)}
{\displaystyle \xi ={\frac {m\ B}{k_{\rm {B}}\ T}}={\frac {g\ \mu _{\rm {B}}\ J\ B}{k_{\rm {B}}\ T}}}
También en este contexto, la magnetización del sistema es:
{\displaystyle M=N\ g\ \mu _{\rm {B}}\ J\cdot B_{J}(x)}